# 粗石蘚
粗石蘚（学名：Rhabdoweisia crenulata）为曲尾蘚科粗石蘚屬下的一个种。